# Château de Neuville-Bosc
Pour les articles homonymes, voir Neuville.
Le château de Neuville-Bosc est un château français des XVIIIe et XIXe siècles, situé dans la commune de Neuville-Bosc dans le département de l’Oise et la région Hauts-de-France.

## Histoire
Château des XVIIIe et XIXe siècles, construit en 1750 par l’abbé Largillière, augmenté en 1849 par Monsieur Antoine Havard, industriel et amoureux du Vexin et de l’endroit.
Il y construit la ferme en 1800, l’école, la maison du métayer aujourd’hui la Maison des Jardins, la grange devant le château. Transformée en 1993 par l'architecte Richard Gallois, il abrite aujourd’hui la mairie.
Neuville-Bosc ainsi que la forêt qui l’entoure est un lieu classé et inscrit à l’Inventaire supplémentaire des monuments historiques. Sarah Bernhardt y avait sa maison, un lieu privilégié, plus loin dans la forêt…
En 1996, le château de Neuville-Bosc est exclusivement voué à l’accueil de séminaires d’entreprises,.